# Pačir
Pačir (cyr. Пачир) – wieś w Serbii, w Wojwodinie, w okręgu północnobackim, w gminie Bačka Topola. W 2011 roku liczyła 2580 mieszkańców.